# Daphne Maugham-Casorati
 Daphne Maugham-Casorati (* 18. Dezember 1897 in London, Vereinigtes Königreich; † 1982 in Turin, Italien) war eine britisch-italienische Malerin.

## Leben und Werk

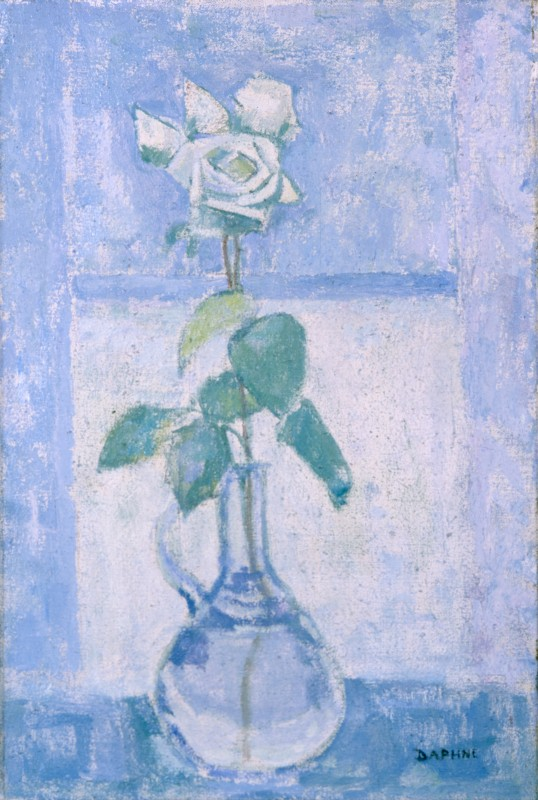
Ölgemälde von Daphne Casorati Maugham

Maugham-Casorati war die Tochter des britischen Botschafters in Frankreich, Charles Maugham, und der Malerin Beldy Mabel Hardy, Tochter des englischen Malers Heywood Hardy und Urenkelin von Sir William Beechey, Porträtmaler am Hof von Königin Victoria. Sie war die Nichte des englischen Schriftstellers W. Somerset Maugham. Ihre Kindheit und Jugend verbrachte sie in Paris und besuchte mit sechzehn Jahren die Académie Ranson, wo sie bei Paul Sérusier und Maurice Denis studierte. Von 1918 bis 1920 war sie Schülerin des Kubisten André Lhote in der Académie Lhote am Montparnasse. Sie stellte mit den Schülern der Ranson School in der Galerie Druet aus.
Während des Krieges arbeitete sie als Freiwillige und verfasste und korrigierte in der Brailleschrift für im Krieg Erblindete. Nachdem sie die polnische Malerin Mela Muter kennengelernt hatte, begann sie in deren Atelier zu arbeiten und lernte die Spachteltechnik zum Auftragen von Farbe. Sie stellte 1921 im Société du Salon d’Automne aus und verkaufte ihr erstes Gemälde. 1922 zog sie nach London, wo sie an der Slade School of Fine Art des University College London ihren Abschluss erhielt.
1925 unternahm sie mit ihrer Mutter ihre erste Italienreise mit Zwischenstopp in Turin, wo im November 1924 ihre Schwester Cynthia aus Paris eingetroffen war und als Balletttänzerin im Teatro Gualino auftrat. Nachdem sie das Porträt gesehen hatte, welches Felice Casorati von ihrer Schwester gemalt hatte, besuchte sie ab 1925 seine Schule in Turin. 1929 stellte sie mit Casorati und seinen anderen Schülern in der Galleria Milano und in der Galleria Pesaro in Mailand aus und im folgenden Jahr in der Galleria Valle in Genua.
Sie heiratete ihn 1931 und bekam mit ihm 1934 einen Sohn, der ebenfalls Maler wurde. In Pavarolo kauften Casorati und Maugham 1930 ein Anwesen als Rückzugsort für den Sommer. Unterhalb des Gartens wurde das Atelier mit Blick auf die Hügel angelegt, die in vielen Gemälde ihres Ehemannes zu sehen sind.
Gemeinsam mit dem Casorati-Archiv in Turin wurde das Atelier am 22. Oktober 2016 mit einer Ausstellung von Lithografien von Felice Casorati für die Öffentlichkeit zugänglich gemacht. 2017 wurde eine Ausstellung mit Werken von Maugham-Casorati eröffnet, die diesen Raum nach dem Tod ihres Ehemannes 1963 als Atelier nutzte.

## Werke (Auswahl)
- 1921: La Seine
- 1928: Monte deiCappuccini
- 1929: La colazione
- 1940: Ritratto
- Finestra Sulla Ca
- Veduta di Torino, presadai Murazzi del Po, presso ponte Umberto
- Landscape
- 1950: Natura morta con libro

## Ausstellungen (Auswahl)
- 1928 bis 1940: Biennale di Venezia
- 1935–1948: Quadriennale di Roma
- 1948: Biennale di Venezia
- 1950: Biennale di Venezia
- 1950: 50 Years of Women Painters and Sculptors, W.I.A.C, London
- 1959 bis 1965: Quadriennale di Roma
- 1967: Arte moderna in Italia 1915/1935, Palazzo Strozzi, Florenz
- 1978: Torino fra le due guerre, GAM, Turin
- 2003: Arte in due. Coppie di artisti in Europa 1900–1945, Palazzo Cavour, Turin
- 2004: Artiste in Italia nel ventesimo secolo, Palazzo Mediceo, Seravezza
- 2004: Retrospektive, Staatsarchiv Turin
- 2008: L’Arte delle Donne dal Rinascimento al Surrealismo, Palazzo Reale, Mailand
- 2011: Daphne Maugham e Francesco Casorati – Un incontro di vita ed arte III, Villa Vallero, Rivarolo Canavese
- 2018: Post Zang Tumb Tuum Art Life Politics Italia 1918–1943, Fondazione Prada, Mailand
- 2018: Unheimlich Real, Italienische Malerei der 1920er Jahre, Museum Folkwang, Essen